# Hiroshi Ōtake
Pour les articles homonymes, voir Otake.
Hiroshi Ōtake (大竹 宏, Ōtake Hiroshi, né le 14 mars 1932 à Tōkyō et mort le 1er août 2022) est un seiyū. Il a travaillé pour Gin Production.

## Biographie

### Rôles
- Dragon Ball : To le carotteur